# Canguro-Klasse
Die Canguro-Klasse war eine Fährschiffsklasse der spanischen Reederei Trasmediterránea.

## Geschichte
Die Schiffe der aus sechs Einheiten bestehenden Klasse wurden auf der spanischen Werft Unión Naval de Levante in Valencia gebaut. Die ersten drei Einheiten wurden von der Reederei Ybarra bestellt. Die ersten beiden Schiffe wurden zwischen Barcelona und Genua via Palma de Mallorca in Dienst gestellt. Das dritte Schiff wurde schon während des Baus an die Reederei Trasmediterránea verkauft und von dieser für den Fährverkehr zwischen Barcelona und den Balearischen Inseln in Dienst gestellt. Die drei weiteren Einheiten wurden für die Reederei Trasmediterránea gebaut und im Fährverkehr zu den Balearischen Inseln eingesetzt. Im Jahr 1981 übernahm Trasmediterránea die beiden von der Reederei Ybarra betriebenen Fähren und setzte sie ebenfalls im Fährverkehr zu den Balearischen Inseln ein. Zeitweilig wurden die Fähren auch im Fährverkehr zu bzw. zwischen den Kanarischen Inseln sowie zwischen Spanien und der spanischen Exklave Melilla betrieben. Die Fähren fuhren unter der Flagge Spaniens.
Die älteste der sechs Fähren wurde 1998 verkauft. Um die Jahrtausendwende wurden im Fährverkehr zu den Balearischen Inseln modernere Schiffe in Dienst gestellt, woraufhin die verbliebenen fünf Fähren auf Routen zwischen Spanien und der spanischen Exklave Melilla bzw. zwischen Spanien und Häfen in Marokko bzw. Algerien verlegt wurden. Zwischen 2005 und 2009 wurden alle fünf Fähren verkauft. Zum Teil verkehrten sie noch einige Jahre auf anderen Fährverbindungen oder wurden als Casinos genutzt, bevor sie verschrottet wurden.

## Beschreibung
Die Schiffe wurden von zwei Viertakt-Sechzehnzylinder-Dieselmotoren von MAN B&W des Typs V16V40/54 angetrieben. Die von Empresa Nacional Bazán de Construcciones Navales Militares in Cartagena in Lizenz gebauten Motoren trieben jeweils einen Verstellpropeller an. Die Schiffe waren mit einem Bugstrahlruder ausgestattet. Für die Stromerzeugung an Bord standen fünf Dieselgeneratoren zur Verfügung.
Die Decks mit den Einrichtungen für die Passagiere und die Fahrzeugdecks waren von oben nach unten mit Buchstaben bezeichnet, wie allgemein üblich als Deck A bis Deck F. Die Schiffe verfügten über zwei Fahrzeugdecks. Das Fahrzeugdeck auf dem Hauptdeck, das Deck E war über eine Heckrampe zugänglich. Die nutzbare Höhe auf dem Deck betrug 5,5 Meter. Darüber befand sich ein weiteres Fahrzeugdeck, das Deck D für den Transport von Pkw, das über Rampen an Bord mit dem Hauptdeck verbunden war.
Die öffentlichen Einrichtungen für die Passagiere befanden sich auf Deck B. Hier waren unter anderem ein À-la-carte-Restaurant, ein Selbstbedienungsrestaurant und Aufenthaltsräume für die Passagiere eingerichtet. Für die Freizeitgestaltung gab es ein Kino und einen Tanzclub. Die Passagierkabinen waren auf Deck C, auf der Backbordseite auf Deck D und auf Deck F vor und hinter dem Maschinenraum untergebracht. Auf Deck A sowie auf der Backbordseite auf Deck D waren Räume mit Ruhesesseln eingerichtet. Auf Deck A befand sich im hinteren Bereich ein offenes Deck mit einem Pool. Den Passagieren standen Doppel-, Dreibett- und Vierbettkabinen sowie eine Kabine mit sechs Betten zur Verfügung, 139 Kabinen auf Deck C, 15 Kabinen auf Deck D und 47 Kabinen auf Deck F. In den Kabinen konnten 750 Passagiere untergebracht werden. Auf Deck A standen den Passagieren 80 Ruhesessel und auf Deck D 152 Ruhesessel zur Verfügung, zusammen also 232 Ruhesessel.
Die Brücke befand sich auf dem obersten Deck, dem Deck A. Die offenen Nocken gingen etwas über die Schiffsbreite hinaus. Die Einrichtungen für die Schiffsbesatzung befanden sich auf Deck A hinter der Brücke und auf Deck B hinter den öffentlichen Bereichen im hinteren Bereich der Schiffe.
Die technischen Daten der Schiffe unterschieden sich teilweise, insbesondere Vermessungen und Tragfähigkeiten sowie die Angaben zu den Kapazitäten.

## Schiffe
| Canguro-Klasse             | Canguro-Klasse | Canguro-Klasse | Canguro-Klasse                              | Canguro-Klasse |
| Bauname                    | Baunummer      | IMO-Nummer     | Kiellegung Stapellauf Ablieferung           | Umbenennungen und Verbleib |
| -------------------------- | -------------- | -------------- | ------------------------------------------- | --- |
| Canguro Cabo San Sebastian | 122            | 7117876        | 4. September 1971 1972                      | 1981: Ciudad de Palma, 1982: Ciudad de Santa Cruz de la Palma, 1998: Beni Ansar, 2000: Donatella d’Abundo, 2009: Samundhar Sikharam, 2009: Abbruch in Aliağa |
| Canguro Cabo San Jorge     | 131            | 7387718        | 4. Juni 1974 24. Juli 1975 Juni 1976        | 1981: Ciudad de Santa Cruz de la Palma, 1982: Ciudad de Palma, 2005: Dalmatino, 2006 Ocean Princess, 2008: Oriental Princess, Verbleib unklar                |
| Cabo San Martin            | 139            | 7707231        | 15. April 1977 27. Mai 1978 6. Februar 1979 | 1979: in Dienst gestellt als Ciudad de Badajoz, 2004: Princess Rowena, 2008: Nena, 2008: Abbruch in Alang                                                    |
| Ciudad de Sevilla          | 141            | 7802902        | 18. Oktober 1979 28. Juni 1980              | 2009: Sevilla, 2010: Abbruch in Mumbai |
| Ciudad de Salamanca        | 142            | 7909932        | 22. Oktober 1979 17. Juni 1981 Juni 1982    | 2007: Beni Sidel, 2013: Abbruch in Aliağa |
| Ciudad de Valencia         | 147            | 7915802        | 2. Juni 1980 27. Februar 1980 Oktober 1984  | 2009: Mary the Queen, 2022: Abbruch in Chittagong |